# Seret (Dnister)
Seret (tiếng Ukraina: Серéт) là phụ lưu tả ngạn của sông Dniester, phần lớn chảy trong tỉnh Ternopil của Ukraina. Sông có chiều dài là 248 kilômét (154 mi) và diện tích lưu vực là 3.900 kilômét vuông (1.506 dặm vuông Anh). Các đô thị Ternopil, Terebovlia và Chortkiv nằm dọc bờ sông. Một số trận đánh ác liệt trong Thế chiến I diễn ra bên bờ sông Seret giữa Áo-Hung và Đức với Nga.

## Vị trí

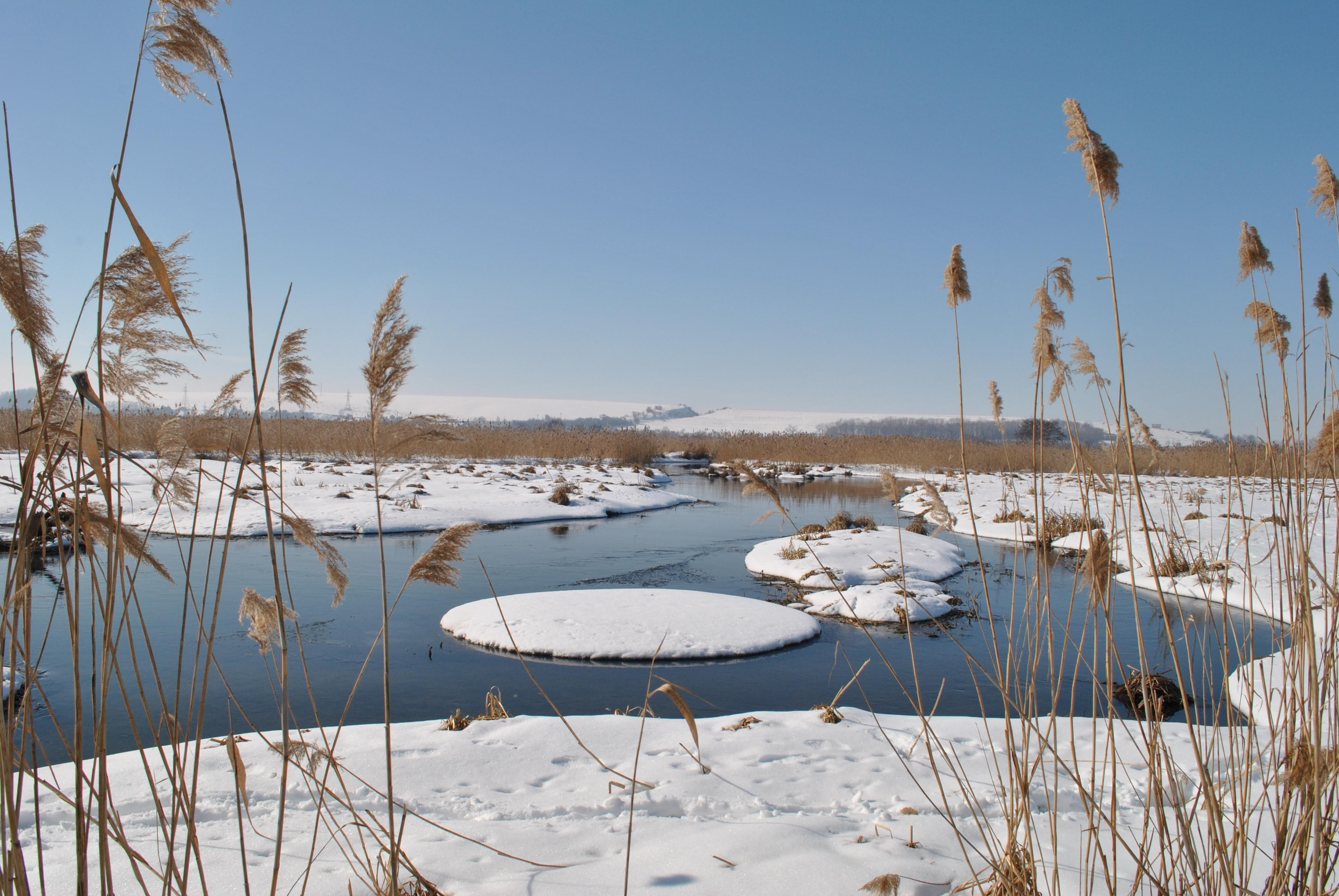
Khu bảo tồn Chystyliv bên sông Seret

Sông khởi nguồn tại khu vực giáp ranh của huyện Zolochiv thuộc tỉnh Lviv, và chảy qua các huyện Ternopil và Chortkiv của tỉnh Ternopil.
Sông được hình thành khi một số con sông nhỏ hợp lưu gần làng Ratyshchi (Seret Pravyi, Seret Livyi, Viatyna, Hrabarka) tại chân núi Karpat. Đầu nguồn của Seret nằm giữa những ngọn đồi thuộc dãy Voronyak, trung lưu nằm trong cao nguyên Ternopil và vùng hạ lưu nằm trong khu vực hẻm núi Dniester. Hướng dòng chảy chính là từ bắc xuống nam (một phần là đông nam).
Phụ lưu
- Hữu ngạn: Hrabarka, Seret-Pravyi, Smolyanka, Lopushanka, Nesterivka, Dovzhanka, Bridok, Nishla, Hnyla Rudka, Pereima, Bila, Cherkaska, Tupa
- Tả ngạn: Mlynka, Huk, Hnizna (phụ lưu lớn nhất), Khromova

## Thủy văn
Chiều dài sông là 248 km.  Diện tích lưu vực rộng 3.900 km². Sông uốn khúc vừa phải ở thượng nguồn, rất khúc khuỷu bên dưới Ternopil. Chiều rộng sông ở thượng lưu từ 4–10 m, ở hạ lưu từ 10–20 m đến 35–50 m trở lên. Thung lũng sông ở thượng lưu rộng, đối xứng, bên dưới thị trấn Terebovlia thì giống như hẻm núi (ở một số khu vực, rộng 0,5–0,8 km). Vùng bãi bồi ở thượng lưu có cả hai bên và là đầm lầy, ở trung và hạ lưu thì không liên tục, chiều rộng phần lớn từ 0,1–0,2 km. Độ dốc của sông là 0,93 m/km.

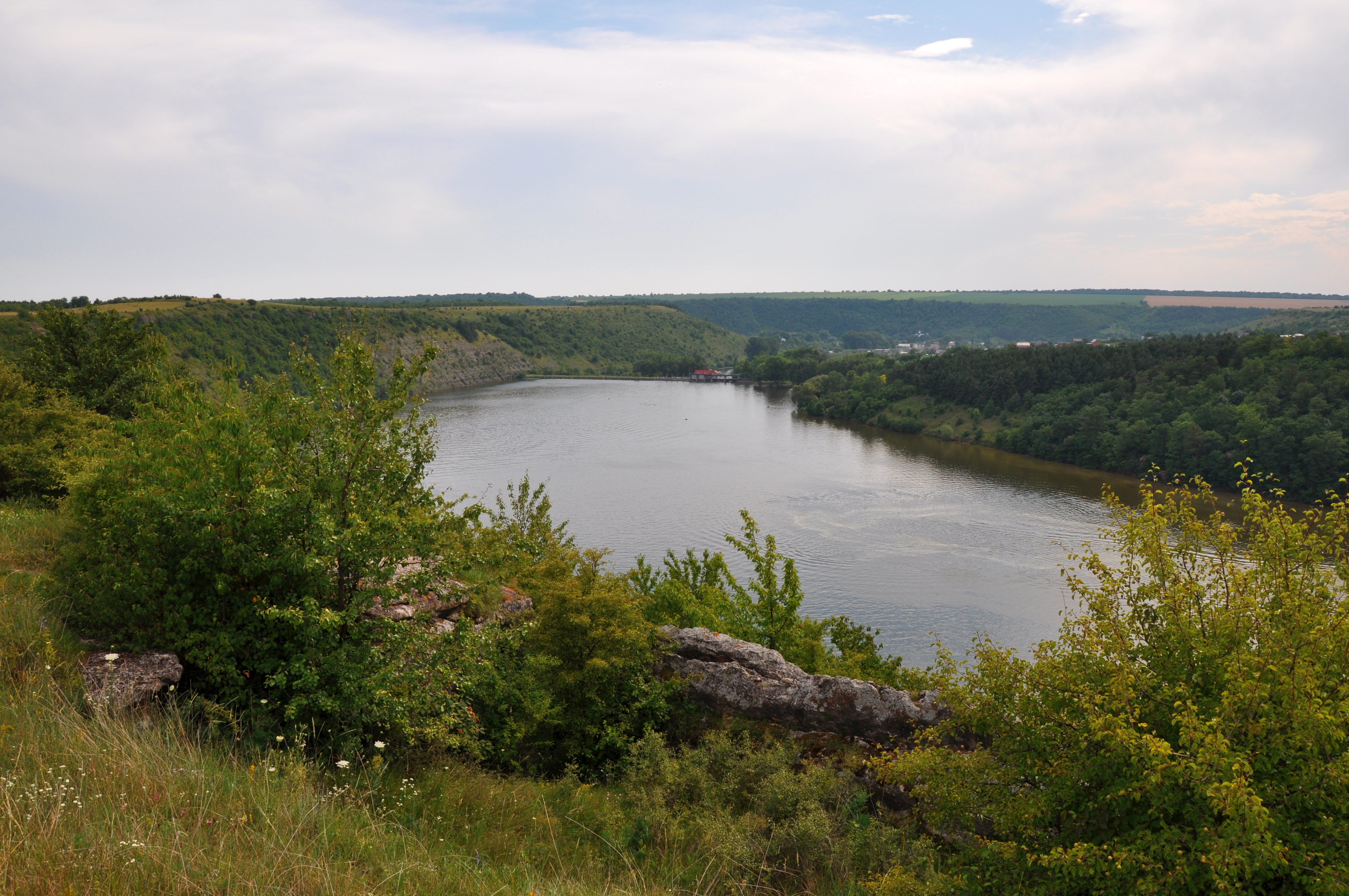
Hồ chứa nước Kasperiv trên sông Seret

Nguồn nước của sông Seret là hỗn hợp, chủ yếu là tuyết và mưa. Sông đóng băng trong thời kỳ từ cuối tháng 12 đến tháng 3.Các trạm thủy văn gần làng Velyka Berezovytsia của huyện Ternopil và thị trấn Chortkiv.

## Sử dụng
Sông được điều tiết bởi nhiều ao (Zalozetskyi, Vertelkivskyi) và hồ chứa (Ternopil, Skorodin, Kasperiv). Trên sông có các nhà máy thủy điện nhỏ, cụ thể là HES "Zahidhydroenerho", MHES Lyuk 2,  Yanivska HES, Chortkivska HES, Myshkovytska MHES. Bilche-Zolotetska HES, Kasperivska HES, cũng như Dychkivska HPP trên sông Hnizna (nhánh tả của sông Seret).
Nước sông được sử dụng để cung cấp nước công nghiệp, nông nghiệp và để cho nuôi cao; bên sông còn có các khu giải trí. Đồng thời, việc sử dụng quá mức tài nguyên của sông có thể dẫn đến thảm họa sinh thái. Bờ sông có phong cảnh đẹp nên có thể trở thành điểm thu hút khách du lịch.
Hang thạch cao Verteba nằm bên tả ngạn sông Seret là di tích địa chất và khảo cổ học có tầm quan trọng quốc gia.. Ở đầu nguồn của sông Seret là thành phố cổ Plisnesk thời Kiev Rus' với diện tích 160 ha..